# 非公式帝国
非公式帝国（ひこうしきていこく、英語：Informal Empire）とは、イギリスの歴史家、ジョン・ギャラガーとロナルド・ロビンソンによって提唱された、自由貿易帝国主義論の核となる概念であり、政治的・経済的な従属下にあるものの公的な支配を伴わない地域を指す。東インド会社支配下のインド、19世紀の南アメリカ諸国、19世紀後半から20世紀初頭にかけての清などがイギリスの代表的な非公式帝国である。
非公式帝国化する為の前提条件として、自由貿易で他の競合国を圧倒する経済力と、航路の安全を保障し自由貿易を相手に強制する軍事力が必要となる。政治的・行政的支配の伴う公式帝国に比較し、非公式帝国は直接的な支配を必要としない分、官僚や軍隊の維持に必要なコストを低く抑える事ができるとされる。
非公式帝国という概念は政治支配と経済単位の一致するホブソン、レーニン的な古典的帝国観を覆し、ウォーラステインと彼の世界システム論に大きな影響を与えた。非公式帝国という視座は現在もイギリス帝国研究に受け継がれ、ホブソンの「帝国主義の非経済的側面」とともに、現在のイギリス帝国研究の中心的な枠組みとなっているジェントルマン資本主義論に大きな影響を与えている。

## 資料
- John Gallagher and Ronald Robinson, (1953) "The Imperialism of Free Trade", The Economic History Review, Second series, Vol. VI, no. 1. An online version of this seminal article is available at: http://www.mtholyoke.edu/acad/intrel/ipe/gallagher.htm
- A.. H. Imlah,(1952) 'British Balance of Payments and Exports of Capital, 1816-1913', Econ. Hist. Rev. 2nd ser. V, pp. 237, 239; Hancock, op. cit. p. 27.
- Barton, G.A. and B.M. Bennett, (2010) Forestry as Foreign Policy: Anglo-Siamese Relations and the Origins of Britain's Informal Empire in the Teak Forests of Northern Siam, 1883–1925  34 (1): 65-86